# Перцево (Ярославская область)
Пе́рцево — село в Переславском районе Ярославской области при реке Мурмаж.

## История
Село Перцево дал Горицкому монастырю боярин Иван Дмитриевич Всеволожский примерно в 1420-х годах. Позднее село в составе Болшева стана. В 1764 году при секуляризации перешло в казну.

## Население
| 1859 | 1905 |
| ---- | ---- |
| 275  | 294  |

| 1859 | 1905 | 1926 | 2007 | 2010 |
| ---- | ---- | ---- | ---- | ---- |
| 275  | ↗294 | ↗436 | ↘45  | ↘29  |